# Thou

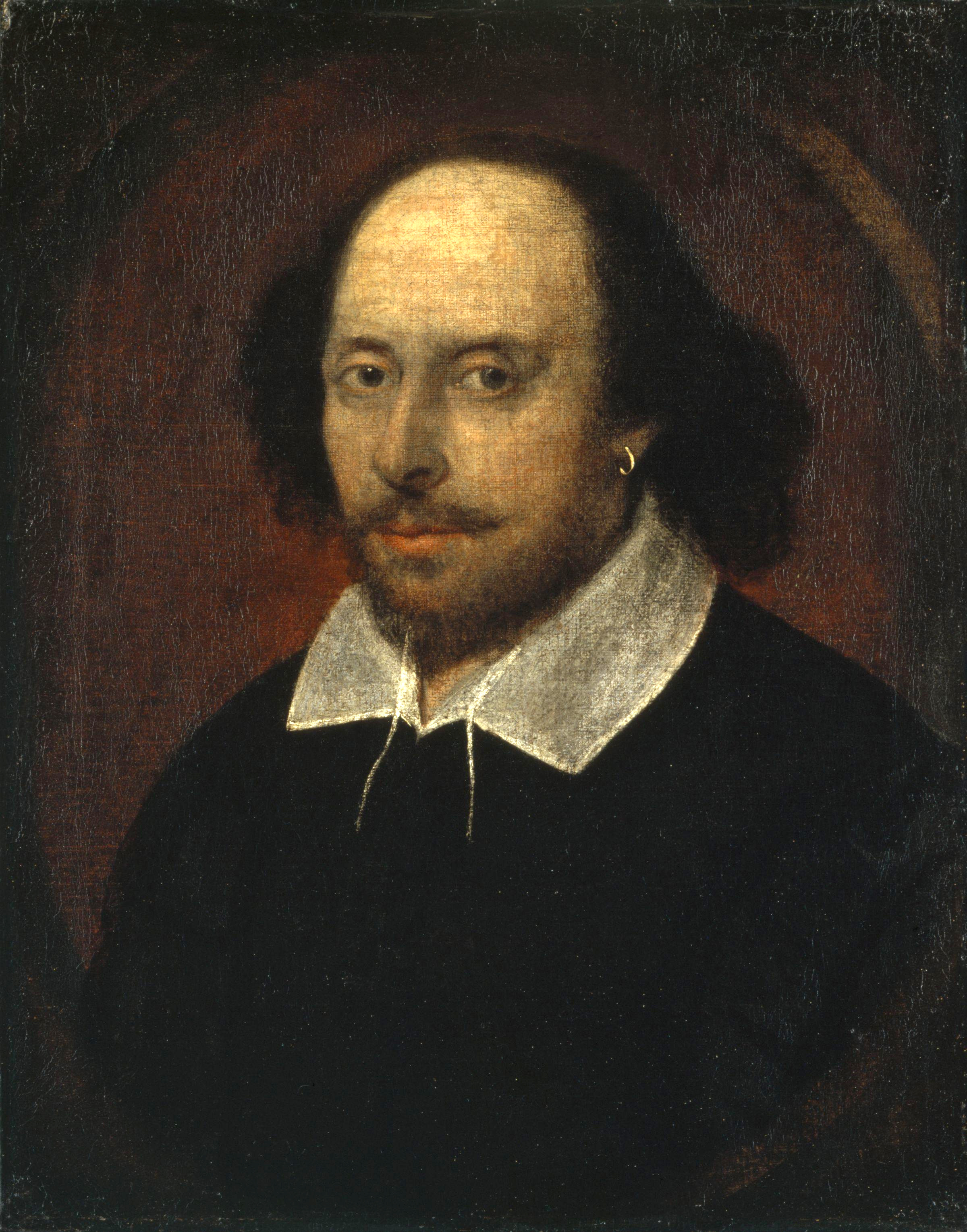
ほとんどの現代英語話者はシェイクスピア作品やその他のルネサンス期、中世、初期近代の作家の著作、欽定訳聖書で「thou」という単語に出会う。

単語 Thou （[ðaʊ]）は、英語の二人称単数代名詞である。現在はほぼ廃れており、ほぼ全ての文脈においてyouに置き換わっている。現在でもイングランド北部の一部やスコットランド語（/ðu/）によって使われている。Thou は主格であり、斜格/目的格はthee（対格と与格のどちらでも機能する）、所有格は thy（子音の前）あるいは thine（母音の前）である。Thou が直説法において定形動詞の主語である時、動詞の形態は典型的には -st、たいていは -(e)st で終わるが（例: thou goest; thou dost）、単に -t で終わる場合もある（例: thou art; thou shalt）。しかし古英語の一部の方言（主に北部）では、この動詞の形態は -s で終わっていたため、クエーカーは三人称単数形と思しき動詞を主語の「thee」と共に使っているように見える。中英語では、thou は文字 Þ（ソーン）の上に小さな "u" を添えた文字 þͧ として略記されることがあった。
古語的であることを踏まえ、日本語には「汝、そなた（+助詞）」と訳されることが多い。
元々、thou は単純に、古代インド・ヨーロッパ語由来の複数代名詞 ye の単数形であった。1066年のノルマン人による侵略の後、thou はなれなれしさ、親しさ、あるいは無礼さをも表現するために使われた。一方、もう一つの代名詞 you（yeの斜格/目的格）は改まった状況のために使われた（尊厳の複数）。17世紀、thou は標準語では使われなくなり、しばしば無礼であると見なされたが、イングランドおよびスコットランドの方言や、キリスト友会のような宗教集団の言語において（時には変化した形で）残った。聖書の初期の英語訳は主格単数二人称代名詞としてyouは使用せずにthouを使用しており、これによって thou の用法が維持される効果と、また宗教的厳粛さをこの単語に染み込ませる効果が得られた。現在でも詩の中でこの代名詞は使用されている。
聖書の初期の英語訳が二人称の単数形を使用している事実はまったく「無礼」を意味しておらず、また驚くべきことではない。神への呼び掛けに親密な単数形を用いることは、フランス語（プロテスタントでは過去も現在も、カトリックでは第2バチカン公会議以降）、ドイツ語、スペイン語、イタリア語、ポルトガル語、ロシア語、イディッシュ語、スコットランド・ゲール語で見られる（これら全ては現代の会話における二人称の「砕けた」単数形の使用を維持している）。加えて、欽定訳聖書の翻訳者らはヘブライ語における単数二人称代名詞と複数二人称代名詞の違いを維持しようと試みた。そのようなものとして、翻訳者らは「thou」を単数形、「you」を複数形のために使用した。これは異なる代名詞の初めての用法であった。
標準近代英語において、thou は改まった宗教的文脈や廃れた言語を再現しようとしている文学作品、「fare thee well」（完全な状態）といった特定の定型句でのみ使われ続けている。このため、多くの人々はこの代名詞を厳粛さあるいは儀礼的なものと結び付けている。多くの方言は、thou や ye が消失したことに起因する単数/複数の区別の欠如を、yinz、yous、y'all といった新たな複数代名詞あるいは代名詞的なものを創造することによって補っている。Ye はアイルランドの一部地域では今でも一般的であるが、これらの例は地域によって様々であり、大抵は口語体の話し言葉に限定される。

## 文法
Thou は一般的な使用から消え去っているため、その伝統的な形は古い話し言葉を模したものとしばしば混同されている。

### 語形変化
英語の人称代名詞は以下の表に従う標準化された語形変化を有する。
|        |                          | 主格      | 斜格       | 属格             | 所有格       |
| ------ | ------------------------ | --------- | ---------- | ---------------- | ------------ |
| 一人称 | 単数                     | I         | me         | my/mine          | mine         |
| 一人称 | 複数                     | we        | us         | our              | ours         |
| 二人称 | 砕けた単数               | thou      | thee       | thy/thine        | thine        |
| 二人称 | 複数あるいは改まった単数 | ye, you   | you        | your             | yours        |
| 三人称 | 単数                     | he/she/it | him/her/it | his/her/his (it) | his/hers/his |
| 三人称 | 複数                     | they      | them       | their            | theirs       |

1. 1 2  属格の my、mine、thy、thine は名詞の前の所有形容詞あるいは名詞を伴わない所有代名詞として使われる。4つの表現全ては所有形容詞として使われる: mine および thine は母音で始まる名詞の前（例: thine eyes）で、あるいは h で始まる名詞（このhは大抵発音されなかった。例えば mine heart は mine art と発音されていた）の前で使われ、my および thy は子音で始まる名詞の前で使われる（例: thy mother、my love）。しかしながら、mine および thine だけは所有代名詞として使われる（例： it is thine、they were mine）。
2. 1 2  初期近代英語期から17世紀まで、his は三人称中性の it と三人称男性 he の所有格であった。属格の「it」は1611年の欽定訳聖書（レビ記25:5）に「groweth of it owne accord」として一度現われる。

### 活用
Thou の後で使われる動詞形は現在および過去の両方の時制における直説法において一般的に -(e)st で終わる。これらの形は強変化動詞と弱変化動詞の両方で使われる。
標準的な現在形および過去形の典型例を表に示す。語尾の e は任意である。初期近代英語の綴りはまだ標準化されていなかった。詩では、e を使うかどうかに関する選択はしばしば韻律次第であった。
いくつかの動詞は不規則な thou 形を有し、無変化のものも存在する。
| 原形     | 二人称単数形 | 二人称単数形  |
| 原形     | 現在形       | 過去形        |
| -------- | ------------ | ------------- |
| to know  | thou knowest | thou knewest  |
| to drive | thou drivest | thou drovest  |
| to make  | thou makest  | thou madest   |
| to love  | thou lovest  | thou lovedest |
| to be    | thou art     | thou wast     |
| to have  | thou hast    | thou hadst    |
| to do    | thou dost    | thou didst    |
| can      | thou canst   | thou couldst  |
| may      | thou mayest  | thou mightst  |
| shall    | thou shalt   | thou souldst  |
| will     | thou wilt    | thou wouldst  |
| must     | thou must    |               |

1. ↑  あるいは thou beest
2. ↑  あるいは thou wert; 元々は thou were
3. ↑  発音: /dʌst/
4. ↑  助動詞的使用ではthou doest

英祖語では、二人称単数動詞の屈折は -es であった。これは印欧語から変わらずに受け継がれ、かなり遠縁の印欧語族において見ることができる（ロシア語: знаешь〔znayesh〕 :: 英: thou knowest； ラテン語: amas :: 英: thou lovest）。「-es」から近代英語の「-est」への変則的発展（近縁関係にあるドイツ語やフリジア語でも同時期に別々に起こった）は代名詞の子音の同化によって引き起こされたと理解されている。動詞もしばしばこの変化に続いた。 これはドイツ語において最も容易に見ることができる: liebes du > liebstu > liebst du。これら3言語は印欧語派の西ゲルマン語群に属し、その内フリジア語が最も英語に近い。

#### 比較
| 初期近代英語                  | 近代西フリジア語          | 近代ドイツ語                | 近代英語                                                             |
| ----------------------------- | ------------------------- | --------------------------- | -------------------------------------------------------------------- |
| Thou hast                     | Do hast [doː hast]        | Du hast [duː hast]          | You have [juː hæv]                                                   |
| She hath                      | Sy hat [sɛi hat]          | Sie hat [ziː hat]           | She has [ʃiː hæz]                                                    |
| What hast thou?               | Wat hasto? [vat hast̬o]    | Was hast du? [vas hast duː] | What have you, What do you have? [hwɒt hæv juː], [hwɒt duː juː hæv]  |
| What hath she?                | Wat hat sy? [vat hat sɛi] | Was hat sie? [vas hat ziː]  | What has she, What does she have? [hwɒt hæz ʃiː], [hwɒt dʌz ʃiː hæv] |
| Thou goest                    | Do giest [doː ɡiəst]      | Du gehst [duː ɡeːst]        | You go [juː ɡoʊ]                                                     |
| Thou dost                     | Do dochst [doː doxst]     | Du tust [duː tuːst]         | You do [juː duː]                                                     |
| Thou beest (variant thou art) | Do bist [doː bɪst]        | Du bist [duː bɪst]          | You are [juː ɑːr]                                                    |

オランダ語では、「thou」と対等な du もまた古語になり使用されなくなり、「you」と対等な gij（後には jij あるいは u）に置き換わった。
接続法（仮定法）および命令法では、語尾の -(e)st が落ちる（しかし動詞「to be」の二人称単数過去接続法thou wert では一般的に保持される）。仮定形は発言が疑わしいあるいは事実に反する時に使われる。そのようなものとして、「if」や詩的な「and」の後で頻繁に現われる。
- If thou be Johan, I tell it thee, right with a good advice ...;[6]
- Be Thou my vision, O Lord of my heart ...[7]
- I do wish thou wert a dog, that I might love thee something ...[8]
- And thou bring Alexander and his paramour before the Emperor, I'll be Actaeon ...[9]

O WERT thou in the cauld blast, ... I'd shelter thee ...
ヨークシャーなどにおける Thou やその派生型を使用する現代の宗教的英語方言では、動詞の三人称形はしばしば -s となる。これは初期近代英語の二人称単数の語尾 -st と三人称単数の語尾 -s が -s へと統合したことによる （後者は -þ（-th）の南部の派生型）。
現在直説法形 art（þu eart）はウェストサクソン古英語に戻り、南部においてさえも最終的に標準となった。

## 語源
Thou は古英語の þū に由来し、さらに遡れば印欧祖語 *tu がグリムの法則によって変化したものである。開音節のアクセントのある単音節単語ではゲルマン語の母音は長音化する。したがって、thou はアイスランド語および古ノルド語の þú、ドイツ語およびスカンジナビア諸語の du、ラテン語および全ての主要なロマンス諸語、アイルランド語、クルド語、リトアニア語、ラトヴィア語の tu あるいは tú、ギリシャ語の σύ (sy)、スラヴ語の ты (ty) あるいは ти (ti)、アルメニア語の դու (dow / du)、ヒンディー語の तू (tū)、ベンガル語の তুই (tui)、ペルシア語の تُو (to)、サンスクリット語の त्वम् (tvam)は同根である。この代名詞の同根形はほぼ全てのその他の印欧語に存在する。フィンランド語やハンガリー語といったウラル語族における二人称代名詞も類似している。

## 歴史

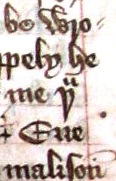
1415年頃のイングランドの文献「アダムとイブ」の中のThouの省略形þ^{u}。

古英語において二人称代名詞は単純な規則で使われていて、þū が一人、ġit が二人、ġē が三人以上に対する呼称であった。中英語期を特徴付けるフランス語の語彙による影響の始まりとなるノルマン・コンクエストの後、単数形は目上の人物への、後には対等な人物への呼称として次第に複数形に取って代わられた。単数形および複数形を砕けた含意および改まった含意に一致させる慣習はT-V区別（ラテン語の tu および vos から）と呼ばれ、英語ではフランス語の影響が主因である。これは、王や貴族を複数形で呼称する慣習から始まった。やがて、フランス語と同じように、社会的に上位あるいは強力な人物を複数形の代名詞で呼称するように一般化された。フランス語では、tu は最終的に親密あるいは見下すような表現と考えられるようになったのに対し、複数形の vous は控えめかつ改まった表現となった。
18世紀、サミュエル・ジョンソンは『A Grammar of the English Tongue』において、「儀式の言葉遣いにおいて...二人称複数形が二人称単数形に使われる」と記しており、二人称単数形がまだ日常的に使われていたことが窺える。対照的に、『The Merriam Webster Dictionary of English Usage』は、ほとんどの南イギリス英語話者について、thou が1650年頃までには、仲間同士での会話においてさえも、日常での会話から抜け落ちていた、と述べている。Thou は数多くの宗教的、文学的、地域的文脈において存続しており、それらの一部の継続的使用はT-V区別の衰微を遅らせる傾向にあった。
二人称単数代名詞 thou、thy、thee が使われなくなっていたことの一つの注目すべき帰結は、シェイクスピアの戯曲における多くの登場人物の交流といった初期近代英語の文章の特定の社会文化的要素の難読化である。例えば、『リチャード三世』において、クラレンス公と2人の殺人者との間の会話は、登場人物によって使われる代名詞の社会的な意味合いに照らして読まれれば、全く異なる色合いを帯びる。

### 動詞としての使用
多くの印欧諸語は「砕けた代名詞で呼び掛ける」ことを意味する動詞を含む（例えばドイツ語の duzen）。英語では一般的でないものの、この用法は過去に現われたことがあり、1603年のサー・ウォルター・ローリーの裁判では、検察官のサー・エドワード・コークがローリーを侮辱しようとして
I thou thee, thou traitor!（私はおまえを「おまえ」と呼んでやる、この反逆者め）
と述べたと伝えられている。ここで thou は「theeと呼ぶ」を意味する動詞として使われている。この慣習は標準英語には根付くことはなかったものの、イングランド北部の田舎言葉には現われる。親称を誤用した子供を叱るためのヨークシャーにおいてかつては一般的であった反復句は、
Don't thee tha them as thas thee! ("Don't thee thou them as thous thee")
であった。
ランカシャー方言での同様の句は
Don't thee me, thee; I's you to thee! ("Don't thee me, thee [i.e., "you child"]; I'm you to thee!")
であった。

### 宗教的使用
16世紀初頭にウィリアム・ティンダルが聖書を英語に翻訳した時、ティンダルはヘブライ語原書とギリシャ語原書で見られる単数と複数の区別を残そうとした。したがって、話者や受取人の相対的地位にかかわらず、ティンダルは単数には thou、複数には ye を一貫して使用した。そうすることによって、ティンダルはまったくの曖昧さから thou をおそらく守り、元々の意味からははっきりと異なるものとなる厳粛な空気をこの単語に与えることとなった。ティンダルの用法は欽定訳聖書にも引き継がれ、この翻訳のためによく知られ続けた。
現在もイングランド国教会における式文である1662年の『祈祷書』もまた、単数二人称を指し示すために thou を使用している。
クエーカーは以前 thee を普通の代名詞として使用していた。彼らに対するステレオタイプは thee を主格と対格のどちらでも使うといったものである。これは、ジョージ・フォックスによるクエーカー運動の最初に始まった。フォックスはこれを「plain（平易な）speaking」と呼び、この代名詞と結び付いた平等主義的親しみを残そうと試みた。ほとんどのクエーカー教徒はこの用法を捨てている。その始まりに、クエーカー運動はイングランドの北西部、特にノース・ミッドランズ地域で特に強かった。クエーカーの会話において thee が維持されたことはこの歴史と関連しているかもしれない。この「plain speaking」を使用すること選択した現代のクエーカー教徒は、対応する動詞形の変化を伴わずに「thee」をしばしば使用する（例えば、is thee あるいは was thee）。
末日聖徒イエス・キリスト教会では、敬意の印として、「thee」および「thou」を神に呼びかける時に常に、そして排他的に用いる。
多くのクルアーンの英訳、特にイスラムのアフマディーヤ教団によって編纂されたものでは、thou および thee が使われている。一つの具体例はMaulvi Sher Aliによって翻訳された『The Holy Quran - Arabic Text and English translation』である。
バハイ教の聖典の英訳でも、thou および thee が使われている。20世紀前半の指導者であるショーギ・エフェンデイは、元のアラビア語あるいはペルシア語から文章を翻訳する時に、元の言語における文章の詩的、隠喩的性質の一部を捕えるため、そして文章が神聖であるとする考えを伝えるために、日常会話から幾分消え去った様式を採用した。
『改訂標準訳聖書』の1946年の初版は、神への呼び掛けのためだけに代名詞 thou を維持しており、その他の箇所では you を使用した。これは欽定訳聖書を知っている者やお祈りで詩篇やそれに似た文章を読む者にはよく知られていたであろう、親しみがあり同時に崇敬の念を表したこの響きを残そうとしたためであった。『新アメリカ標準訳聖書』（1971年）も同じ決断を下したが、1995年の改訂版では覆された。同様に、1989年の『改訂英語聖書』では1970年の『新英語聖書』に現われていた thou の全ての形が失われた。『新改訂標準訳聖書』（1989年）は thou を完全に削除しており、神への呼び掛けのために異なる代名詞を採用することは聖書翻訳におけるthouの使用の当初の意図と不一致かつ相いれないと主張している。神へ呼び掛ける時、「thou」は明確にするためと敬意を表わすためにしばしば大文字で書かれる。ギリシャ語、ヘブライ語、アラム語（聖書の言語）が神に対する呼び掛けを示すための（大文字表記といった）特別な正書法を持たないのに対して、それらの文法は名詞/代名詞の一致を一義的にすることについて英語よりも成功している。

### 文学的使用

#### シェイクスピア
同時代の作家と同様に、ウィリアム・シェイクスピアは thou を（フランス式に）親しみを表わすためと地位の違いを強調するために使用するが、この単語の使用は決して一貫してはおらず、友人や恋人達は互いに thou と呼び合うのと同じくらい、時々互いに ye あるいは you と呼び合う。これらは意味を汲み取れることもあるが、大抵は一見したところ無作為である。
例えば、『ヘンリー四世』からの以下の一節において、シェイクスピアはヘンリーに対して両方の表現を使うフォルスタッフを登場させている。最初は寝起きに混乱して「you」を使い、その後にくつろいで親しみのある「thou」に切り替える。

王子: Thou art so fat-witted with drinking of old sack, and unbuttoning thee after supper, and sleeping upon benches after noon, that thou hast forgotten to demand that truly which thou wouldest truly know. What a devil hast thou to do with the time of the day? ...

フォルスタッフ: Indeed, you come near me now, Hal ... And, I prithee, sweet wag, when thou art a king, as God save thy Grace – Majesty, I should say; for grace thou wilt have none –

一方『ハムレット』では、シェイクスピアは母親に対するハムレットの敵意を表現するために一致しない二人称代名詞を使用する。

ガートルード王妃: Hamlet, thou hast thy father much offended..（おまえは父君を大層怒らせましたね）

ハムレット: Mother, you have my father much offended.（母上、あなたさまこそ我が父上を大層怒らせました）

#### より近年の使用
現在でも使われ続けているイングランドの一部地域を除いて、thou を使うことによってかつては示唆されていた砕けた親しみの雰囲気は消失している。現在 thou は厳かな儀式においてや、欽定訳聖書を読む時、シェイクスピア作品、これらの古い様式を意図的にまねようとする改まった文学作品において使われている。口語英語のほとんどの方言では死語になって以後、それにもかかわらず神やヒバリ、アキレス、コミックの登場人物マイティ・ソーといった高貴な存在への呼び掛けのために近年の作家らによってこの単語が使われている。『帝国の逆襲』では、ダース・ベイダーは皇帝への呼び掛けにこれらの単語を使用する: "What is thy bidding, my master?"（〔あなたさまの〕ご命令は何でしょう? 我が師よ）。レナード・コーエンの楽曲「Bird on the Wire」では、彼は「I will make it all up to thee」と言って、愛する者に自分の生活を改めること約束する。カイザー・チーフスの楽曲「I Predict a Riot」については後述する。ダイアナ・ロスの楽曲「Upside Down」（シックのナイル・ロジャース・バーナード・エドワーズ作詞作曲）には「Respectfully I say to thee I'm aware that you're cheatin」という歌詞が登場する。これらの近年のこの代名詞の使用は親密さあるいは見下した態度からは遠く離れたものを示唆している一方で、上述したように聖書において神に対して用いられていること反映していると見ることができる。あるいは「Upside Down」の場合は、単に耳に残る韻のためかもしれない。
ほとんどの近代の作家は日常会話において thou を使った経験がない。したがって彼らは伝統的な動詞形を混乱しやすい。人工的に古語を用いる近代の作家における最も一般的な誤りは、古い三人称単数の語尾 -eth を thou と共に用いることである（例: *thou thinketh）。逆、つまり三人称に対して二人称単数末尾 -est を用いることも起こる（マイティー・ソーの台詞「So Sayest Thor!」）。この用法は、会話を古風あるいは格式ばったように見せる試みの中で、現代のパロディおよびパスティーシュでしばしば現われる。Thou と thee の表現もしばしば取り違えられる。
アンソニー・バージェスの小説『時計じかけのオレンジ』（およびその映画）のために考案された架空のティーンエイジャー用語ナッドサットでは、アレックスと彼の droops は「thou」を普通に使用する。例えば、対立するギャングと戦う時、アレックスは彼らをthusと呼ぶ（二人称については「you」と「thou」が混合していることに注意）。

Well if it isn't fat stinking billygoat Billyboy in poison! How art thou, thou globby bottle of cheap stinking chip-oil? Come and get one in the yarbles, if you have any yarbles, you eunuch jelly thou!

一部の翻訳者は、特に you が英語におけるT-V区別を「thou」と「you」で表わす。この慣習はほぼ失われている。アーネスト・ヘミングウェイは小説『誰がために鐘は鳴る』の中で、スペイン語を話す登場人物間の関係性を反映させるため、改まった二人称代名詞（usted）と砕けた二人称代名詞（tú）がまだ存在しているスペイン語を英語でよりうまく表現するために「thou」と「you」を使用する。
Thou と thee を伴う節を読む際、多くの現代の読者はこれらの代名詞と動詞語尾に強勢をつける。しかしながら、伝統的には  -est 中の e は無強勢のはずであり、thou および thee は you 以上に強勢をつけるべきではない。

## 現在の用法
You が現在標準的な英語の二人称代名詞であり、単数形と複数形の両方を包含する。しかしながら、一部の方言では「thou」が存続してきており、その他では詩的や文学的用法として持続している。そのうえ、単数形と複数形の区別が失われたことによって、アメリカ合衆国南部におけるy'allといった新たな二人称複数形が作り出されることになった。語形は英語圏によって、文語と口語の間で異なる。

### 二人単数形の持続
伝統的方言の中で、thou はカンバーランド、ウエスト・マーランド、ダラム、ランカシャー、ヨークシャー、スタッフォードシャー、ダービーシャーのカウンティ、そしてノッティンガムシャーの一部の西部地域で使われている。こういった方言では通常、二人称単数形の異なる動詞形も保存されている（例: 北部スタフォードシャー方言 thee coost〔標準英語: you could, 古語: thou couldst〕）。単語 thee は東シュロップシャー方言で使われている。この方言は現在はほぼテルフォードのドーリー地域に限定されており、ドーリー方言と呼ばれている。ヨークシャーの田舎の至るところで、主格と目的格の間の古い区別が残されている。方言で書かれた文書において属格はしばしば thy と書かれるが、無強勢の tha と発音されており、現代の用法において tha の所有格はほぼ排他的にその他の英語方言に従い、yours あるいは方言の単語 your'n（your oneから）となっている。
|        |      | 主格 | 目的格 | 属格      | 所有格         |
| ------ | ---- | ---- | ------ | --------- | -------------- |
| 二人称 | 単数 | tha  | thee   | thy (tha) | yours / your'n |

この代名詞の古風な主格、目的格、属格と現代的な所有格との間の見掛けの不一致は、ヨークシャー方言の言語学的漂流が原因でthaが使われなくなっている印かもしれない。
ある地域に特異的なその他の派生型もある。シェフィールドにおいて、この単語の発音は /d/ と /th/ の間であった。これが理由でシェフィールド出身者は「dee-dahs」という仇名で呼ばれていた。ランカシャーおよび西ヨークシャーでは、thou の無強勢短縮形として ta が使われていた。 これは「On Ilkla Moor Baht 'at」という楽曲中で見ることができる。これらの派生型は現在はもはや使われていない。
ランカスターとノース・ヨークシャーボーダーの間の北ランカシャーの田舎では、「What would tha like for tha tea? (What would you like for tea)」や「'appen tha waint（perhaps you won't; happen がこの方言における perhaps である）」、「tha knows（you know）」といった日常会話の言いまわしに tha が保存されている。ランカシャーにおけるこの用法は、年配や田舎の話者を除いては珍しくなってきている。
リーズ出身のバンドカイザー・チーフスによるヒット曲「I Predict a Riot」では単語「thee」が使われている。
シェフィールド郊外のハイ・グリーン出身のバンドアークティック・モンキーズの様々な楽曲には「tha knows」という語句が広く使われている。バンドのリードシンガーアレックス・ターナーはライブ版ではしばしば語句を「tha knows」に置き換えて歌っている。出身のシェフィールドアクセントで歌い、シェフィールド方言を全般的に復活させるという彼の選択は好意的な反応と批評家の称賛を得ている。
幾分影響を受けているもののウエスト・カウンティ方言においてこの単語の使用が幾らか存続している。ワーゼルズには「Drink Up Thy Zider」や「Sniff Up Thy Snuff」という楽曲がある。
Thoo はオークニースコットランド方言において砕けた単数形 thou の位置で使われている。もう一つのスコットランド諸島方言であるシェトランド語では、du および de が使われる。単語「thou」はクロマーティの北北部スコットランド語において20世紀前半には一般的に使われていたことが報告されているが、現在はたまの使用にとどまる。

### 映画での使用
単語 thou は、特定の英語方言で記録された映画で時折聞くことができる。ケン・ローチの映画『ケス』および『ザ・プライス・オブ・コール』では、会話の中でこの単語が頻繁に使われる。また、頻繁ではないものの、1963年の映画『孤独の報酬』でも時折使われている。